# 白河県
白河県（はくが-けん）は中華人民共和国陝西省安康市に位置する県。

## 行政区画
- 鎮:城関鎮、中廠鎮、構扒鎮、卡子鎮、茅坪鎮、宋家鎮、西営鎮、倉上鎮、冷水鎮、双豊鎮、麻虎鎮